# Бондаренко Світлана Михайлівна
Світлана Михайлівна Бондаренко (нар. 12 серпня 1971, Запоріжжя) — українська спортсменка, плавчиня-брасистка, заслужений майстер спорту України (1995). Фіналіст Олімпіад 1996, 2004 років. Призер універсіад 1993 і 1997 років. Срібна призерка чемпіонатів та розіграшів Кубка світу. Багаторазовий призер Чемпіонатів Європи з водних видів спорту. Переможниця І Всеукраїнських літніх спортивних ігор. Багаторазова рекордсменка України. Нагороджена орденом «За заслуги» ІІІ ступеня.

## Біографія
1993 року закінчила Запорізький державний університет. Старший прапорщик, з 1998 року виступає за спортивне товариство Збройних сил України. Учасниця всесвітніх ігор серед військовослужбовців (англ. Military World Games) — в Загребі і на Сицилії посіла перше і друге місця, в Індії і Бразилії завоювала бронзові медалі.
Кілька років виступала за збірну Луганська, оскільки в рідному Запоріжжі не надавали належної уваги.
На 13-му Чемпіонаті Європи з водних видів спорту серед спортсменів категорії мастерс, що проходив у Ялті, Бондаренко, яка виступала за чернігівський клуб «No Stars Masters», заробила золоті медалі на дистанціях 50 і 100 м брасом, і встановила два нових рекорди Європи в категорії 40-44 років, показавши результати 33.44 і 1:14.63 відповідно.

## Діти
- дочка Юлія (1992)
- син Максим (2005).

## Спортивні досягнення

### Чемпіонати світу на короткій воді
- Ріо-де-Жанейро 1995 — Срібло.
- Ріо-де-Жанейро 1995 — Срібло.
- Гетеборг 1997 — Бронза.

### Чемпіонати Європи з водних видів спорту
- Афіни 1991 — Срібло.
- Шеффілд 1993 — Срібло.
- Відень 1995 — Срібло.
- Відень 1995 — Срібло.
- Севілья 1997 — Срібло.
- Стамбул 1999 — Срібло.
- Гельсінкі 2000 — Бронза.
- Берлін 2002 — Срібло.
- Берлін 2002 — Срібло.
- Берлін 2002 — Бронза.
- Мадрид 2004 — Золото.
- Мадрид 2004 — Золото.

### Чемпіонати Європи на короткій воді
- Шеффілд 1998 — Бронза.

### Універсіади
- Баффало 1993 — Золото.
- Баффало 1993 — Срібло.
- Катанія 1997 — Золото.
- Катанія 1997 — Срібло.

### Всесвітні ігри серед військовослужбовців
- Катанія 2003 — Срібло.
- Катанія 2003 — Срібло.
- Катанія 2003 — Бронза.
- Хайдарабад 2007 — Бронза.
- Ріо-де-Жанейро 2011 — Бронза.

### Чемпіонат світу з плавання серед військовослужбовців
- Варендорф 2010 — Срібло.
- Варендорф 2010 — Срібло.
- Варендорф 2010 — Бронза.

### Чемпіонат Європи з водних видів спорту серед спортсменів категорії мастерс
- Ялта 2011 — Золото.
- Ялта 2011 — Золото.